# أساطير الخلق الصينية

أساطير الخلق الصينية هي روايات رمزية حول أصول الكون والأرض والحياة. في الأساطير الصينية، يعتبر مصطلح «أسطورة نشأة الكون» أو «أسطورة الأصل» أكثر دقة من «أسطورة الخلق»، بسبب عدم تتضمن سوى عدد قليل جدًا من القصص إلهًا خالقًا أو إرادة إلهية. تختلف أساطير الخلق الصينية اختلافًا جوهريًا عن التقاليد التوحيدية برواية واحدة مصرح بها، مثل أسطورة الخلق اليهودية المسيحية المذكورة في سفر التكوين: تسجل الكلاسيكيات الصينية أساطير أصل عديدة ومتناقضة. تقليديًا، خلق العالم في السنة الصينية الجديدة وخلقت الحيوانات والناس والآلهة العديدة خلال أيامها الخمسة عشر.
تشمل بعض الأساطير الكونية الصينية مواضيع مألوفة في الأساطير المقارنة. مثل الخلق من الفوضى (هودون الصينية وكوموليبو من هاواي)، وجسد الكائن البدائي مقطع الأوصال (بان كو وتيمات في حضارات ما بين النهرين)، وآباء العالم الأشقاء (فوشي ونوا وإزاناغي وإزانامي اليابانيين)، والكونيات الثنائية (اليين واليانغ، وأهورامزدا وأنغرا ماينو الزرادشتيين). في المقابل، هناك مواضيع أسطورية أخرى صينية فريدة. بينما اعتقدت أساطير بلاد ما بين النهرين ومصر واليونان أن الماء البدائي كان العنصر الوحيد الموجود «في البداية»، كان العنصر الأساسي في علم الكونيات الصيني هو تشي («النفس، الهواء، قوة الحياة»). أوضحت آن بيريل أن التشي «كان يعتقد أنها تجسد الطاقة الكونية التي تحكم المادة والوقت والمكان. تخضع هذه الطاقة، وفقًا للروايات الأسطورية الصينية، لعملية تحول في لحظة الخلق، بحيث يتمايز عنصر البخار الغامض إلى عناصر مزدوجة من الذكور والإناث، واليين واليانغ، والمواد الصلبة والناعمة، وعناصر ثنائية أخرى.» 

## الأساطير الكونية

### تاو تي تشينغ
يقترح كتاب تاو تي تشينغ، المكتوب في وقت ما قبل القرن الرابع قبل الميلاد، نشأة كونية صينية أقل أسطورية ويحتوي بعض الإشارات المبكرة إلى الخلق.
كان هناك شيء عديم الملامح لكنه مكتمل، وُلِد قبل السماء والأرض؛ صامت -غير متبلور- يقف وحيدًا ولا يتغير. يمكن اعتباره أم السماء والأرض. يُعرف باسم «الطريق».

خلق الطريق الوحدة، والوحدة خلقت الثنائية، والثنائية خلقت الثالوث، والثالوث خلق مخلوقات لا تعد ولا تحصى. حملت الكائنات العديدة الين على ظهرها واحتضنت يانغ في صدورها. حيدت بذلك هذه الأبخرة وبالتالي حققت الانسجام.
فسر الطاويون اللاحقون هذا التسلسل على أنه يعني التاو (داو، «الطريق»)، وعديم الشكل (ووجي، «بدون في نهاية»)، والوحدوي (تايجي، «المطلق العظيم»)، والثنائي (الين واليانغ أو الجنة والأرض).
يُفسر جيراردوت أن تاو تي تشينج يستدعي التاو باعتباره «مبدأ كوني للبدايات يبدو أنه لا معنى له دون رؤية إمكانية تجذره في الاستذكار الرمزي للموضوعات الأسطورية القديمة، وخاصة الكونية».

### أغاني تشو
يبدأ قسم «الأسئلة السماوية» في «تشو سي»، الذي كُتب في نحو القرن الرابع قبل الميلاد، بطرح أسئلة دينية حول أساطير الخلق. يسميها بيريل «الوثيقة الأكثر قيمة في الأساطير الصينية» ويتوقع تاريخًا مبكرًا لأساطيرها «لأنها تعتمد بوضوح على مخزون موجود مسبقًا من الأساطير».
من الذي نقل قصة البداية القديمة البعيدة للأشياء؟ كيف يمكننا التأكد مما كان عليه الحال قبل أن تتشكل السماء من فوق والأرض من تحت؟ بما أنه لم يمكن لأحد اختراق الظلام السائد عندما لم يكن الظلام والنور منقسمين بعد، كيف لنا أن نعرف عن فوضى الأشكال الخيالية؟ ما هي طبيعة أشياء الظلمة والنور؟ كيف اجتمع اليين واليانغ معًا، وكيف أنشآ وحوَّلا كل الأشياء المكونة من خليطهما؟ أي بوصلة قاست السماوات التساعية؟ عمل من كان هذا، وكيف أنجزه؟ أين ثُبتت الحبال الدائرية، وأين ثُبت عمود السماء؟ أين تلتقي الأعمدة الثمانية بالسماء، ولماذا كانت الأعمدة في الجنوب الشرقي كانت قصيرة جدًا؟ إلى أين تمتد حقول السماء التسعة وأين تتحد؟ يجب أن تكون مداخل ومخارج حوافها كثيرة جدًا: من يعرف عددها؟ كيف تنسق السماء حركاتها؟ أين تنقسم البيوت الإثني عشر؟ كيف تحافظ الشمس والقمر على دوراتهما وتحافظ النجوم الثابتة على أماكنها؟

### معلومات المراجع
- Birrell، Anne (1993)، Chinese Mythology: An Introduction، Baltimore: Johns Hopkins University Press.
- Bodde، Derk (1961)، "Myths of Ancient China"، Mythologies of the Ancient World، Anchor، ص. 367–408.
- Cullen، Christopher (2008)، "Cosmogony: Overview"، The Encyclopedia of Taoism، Routledge، ص. 47–8.
- Forke، Alfred (1925)، The World-Conception of the Chinese: Their Astronomical, Cosmological and Physico-philosophical Speculations، Probsthain.
- Girardot، Norman J. (1976)، "The Problem of Creation Mythology in the Study of Chinese Religion"، History of Religions، ج. No. 15.4، ص. 289–318 {{استشهاد}}: |المجلد= يحوي نصًّا زائدًا (مساعدة).
- Granet، Marcel (1934)، La Pensée Chinoise. باللغة الفرنسية
- Hawkes، David، المحرر (1985)، The Songs of the South: An Anthology of Ancient Chinese Poems by Qu Yuan and Other Poets، Penguin.
- Jan Yün-hua (1977)، "The Silk Manuscripts on Taoism"، T'oung Pao، ج. 63، ص. 65–84.
- Lincoln، Bruce (1986)، Myth, Cosmos, and Society: Indo-European Themes of Creation and Destruction، كامبريدج: Harvard University Press.
- Mair، Victor H.، المحرر (1990)، Tao Te Ching: The Classic Book of Integrity and the Way، Bantam Books.
- Major، John S. (1978)، "Myth, Cosmogony, and the Origins of Chinese Science"، Journal of Chinese Philosophy، ص. 1–20.
- Major، John S.؛ وآخرون، المحررون (2010)، The Huainanzi: A Guide to the Theory and Practice of Government in Early Han China، New York: Columbia University Press.
- Medhurst، Walter Henry (1838)، China: Its State and Prospects, with Especial Reference to the Spread of the Gospel، Crocker & Brewster، مؤرشف من الأصل في 2023-11-07.
- Mote، Fredrick F. (1971)، Intellectual Foundation of China، Alfred A. Knopf.
- Werner، E.T.C. (1922)، "Cosmogony—P'an Ku and the Creation Myth"، Myths and Legends of China، Harrap، ص. 76–92.